# Religioses de l'Assumpció
Les Religioses de l'Assumpció o Germanes de l'Assumpció al Cel de Santa Maria Verge, en llatí Sorores ab Assumptione in Coelum Beatae Mariae Virginis, són una congregació religiosa femenina de dret pontifici. Les germanes, anomenades també Dames de l'Assumpció o assumpcionistes, posposen al seu nom les sigles R.A.

## Història
En el clima de renovació eclesiàstica i espiritual que es dona a França a mitjan segle xix, el sacerdot Théodore Combalot concebé la fundació d'una congregació religiosa dedicada a l'ensenyament catòlic de les noies. En confià la tasca a la seva deixebla Anne-Eugénie Milleret de Brou, que la fundà a París el 30 d'abril de 1839.
Les constitucions religioses foren aprovades per l'arquebisbe de París en 1840. Els inicis foren complicats, en part per la vaguetat dels objectius de Combalot; fou Emmanuel d'Alzon qui més ajudà Milleret a configurar la nova congregació. Al seu torn, a partir de l'experiència, d'Alzon fundà els Agustinians de l'Assumpció.
El decretum laudis pontifici hi arribà el 2 d'abril de 1855 i l'aprovació definitiva fou l'11 d'abril de 1888.

## Activitat i difusió
Les Religioses de l'Assumpció es dediquen principalment a la instrucció i educació cristianes de la joventut.
Estan presents a Europa (Bèlgica, Dinamarca, Espanya, França, Italia, Lituània, Regne Unit, Suècia), en Àfrica (Benín, Burkina Faso, Camerun, Costa d'Ivori, Kenya, Níger, República Democràtica del Congo, Ruanda, Tanzània, Togo i Txad), en Amèrica (Argentina, Brasil, CubaEl Salvador, Equador, Estats Units, Guatemala, Mèxic, Nicaragua i Xile) i en Àsia (Filipines, Índia, Japó, Tailàndia, Vietnam);. La seu general és a París.
En 2006, la congregació tenia 1.263 religioses en 170 cases.